# Stöcken (Leichlingen)
Stöcken ist eine aus einem Hofschaft hervorgegangene Ortschaft in der Stadt Leichlingen (Rheinland) im Rheinisch-Bergischen Kreis.

## Lage und Beschreibung
Stöcken liegt östlich des Leichlinger Zentrums auf einem Höhenrücken zwischen dem Murbach und dem Weltersbach an der Landesstraße 294 nahe der Stadtgrenze zu Leverkusen. Nördlich grenzt der Ort an das Naturschutzgebiet Weltersbachtal.
Nachbarorte sind Roderbirken, Balkerberg, Auf dem Katzensterz, Neuwinkel, Junkersholz, Bremersheide, Rosenthal, Planenhof, Diepental und Haswinkel auf Leichlinger und Pattscheid und Höltgestal auf Leverkusener Stadtgebiet.

## Geschichte
Die Karte Topographia Ducatus Montani aus dem Jahre 1715 zeigt den Hof unter dem Namen Stöcken. Im 18. Jahrhundert gehörte der Ort zum Kirchspiel Leichlingen im bergischen Amt Miselohe. Die Topographische Aufnahme der Rheinlande von 1824 und die Preußische Uraufnahme von 1844 verzeichnen den Ort als Stoecke bzw. Stöcken.
1815/16 lebten 56 Einwohner im Ort. 1832 gehörte Stöcken der Bürgermeisterei Leichlingen an. Der laut der Statistik und Topographie des Regierungsbezirks Düsseldorf als Hofstadt kategorisierte Ort besaß zu dieser Zeit zehn Wohnhäuser und 14 landwirtschaftliche Gebäude. Zu dieser Zeit lebten 70 Einwohner im Ort, davon zwei katholischen und 68 evangelischen Glaubens.
Im Gemeindelexikon für die Provinz Rheinland werden 1885 elf Wohnhäuser mit 65 Einwohnern angegeben. 1895 umfasste der Ort 13 Wohnhäuser mit 56 Einwohnern, 1905 13 Wohnhäuser und 54 Einwohner.
Die Fachwerkhäuser Stöcken 3/4, 7/8, 10 und 11 stehen unter Denkmalschutz.